# Pohankovics István
Pohankovics István (Kiskőrös, 1955. június 29. –) magyar agrárközgazdász, politikus, országgyűlési képviselő.

## Életpályája

### Iskolái
Az általános iskolát Tabdiban végezte el. 1973-ban érettségizett a budapesti Út- és Vasútépítő Szakközépiskolában. 1974–1978 között a Marx Károly Közgazdaságtudományi Egyetem hallgatója volt. Az egyetemi évei alatt a Rajk László Szakkollégium tagja volt. 1985-ben közgazdaságtanból doktorált.

### Pályafutása
1972-ig tanyán élt; ekkor költözött be szüleivel Kiskőrösre. 1978–1990 között a Kiskőrösi Állami Gazdaság gyakornoka és főkönyvelője volt. 1989-től tagja a Kistermelők Szőlészeti és Borászati Egyesületének. 1994–1997 között a Budapest Bank kétes adók főosztályának osztályvezető-helyettese volt. 1997–1998 között a Weinhaus Kft. gazdasági igazgatója volt.

### Politikai pályafutása
1969–1982 között a KISZ tagja volt. 1975–1978 között tagja volt az Egyetemi KISZ Bizottságnak. 1989-ben az MDF, majd az FKGP tagja lett. 1989–1990 között az FKGP Bács-Kiskun megyei alelnöke volt. 1990-ben az FKGP pártigazgatója volt. 1990-ben a Költségvetési, adó- és pénzügyi bizottság tagja volt. 1990–1994 között országgyűlési képviselő (Kiskőrös; 1990–1991: FKGP; 1991–1993: 36-ok; 1993–1994: EKGP) volt. 1990–1994 között az Ipari és Kereskedelmi Minisztérium politikai államtitkára volt. 1991-ben párttagságát felfüggesztették, 1992-ben kizárták. 1991-től a Pásztor Gyula és Szabó János vezette kisgazda frakció tagja volt. 1994-ben az EKGP országgyűlési képviselőjelöltje volt. 1996–1998 között az EKGP alelnöke volt. 1998–2002 között a Gazdasági Minisztérium és a Környezetvédelmi Minisztérium főtanácsadója volt. 2002-ben és 2006-ban Kiskőrös polgármesterjelöltje volt.

## Családja
Szülei Pohankovics János és Valach Zsuzsanna. 1978-ban házasságot kötött Mohácsy Mónika agrárközgazdásszal. Két gyermekük született: Ágnes (1980–) és András (1984–).

## Díjai
- "MÉM-Kiváló" kitüntetés (1977)
- KISZ KB Dicsérő Oklevél (1978)
- "Kiváló Munkáért", MÉM (1984)